# Državna cesta D514
D514 je državna cesta u Hrvatskoj. Ukupna duljina iznosi 2,7 km.